# Chiromachetes
Genre
Chiromachetes est un genre de scorpions de la famille des Hormuridae.

## Distribution
Les espèces de ce genre sont endémiques d'Inde,.

## Liste des espèces
Selon The Scorpion Files (23/06/2022) :
- Chiromachetes agasthyamalaiensis Khandekar, Thackeray, Pawar, Gangalmale & Waghe, 2022
- Chiromachetes fergusoni Pocock, 1899
- Chiromachetes parakrami Sulakhe, Deshpande, Dandekar, Ketkar, Gowande, Padhye & Bastawade, 2020
- Chiromachetes ramdasswamii Sulakhe, Deshpande, Dandekar, Ketkar, Gowande, Padhye & Bastawade, 2020
- Chiromachetes sahyadriensis Mirza, Sanap & Zambre, 2015
- Chiromachetes tirupati Lourenço, 1997

## Systématique et taxinomie
Ce genre a été décrit par Pocock en 1899.

## Publication originale
- Pocock, 1899 : « Diagnoses of some New Indian Arachnida. » Journal of the Bombay Natural History Society, vol. 12, p. 744–753 (texte intégral).